# Polacanthus
Polacanthus (Namnet betyder "Många piggar") var ett släkte av bepansrade dinosaurier som har påträffats i England och Spanien (Isle of Wight, Surrey, Dorset och West Sussex), där den tros ha levt i början av Kritaperioden (Barremian-Aptian) för cirka 125 miljoner år sedan. Samtida dinosaurier som kan ha levt i samma områden var till exempel Iguanodon, Pelecanimimus, Eotyrannus, Neovenator och Baryonyx. Man vet inte så mycket om Polacanthus, eftersom lämningarna ofta är ganska inkompletta. Fossilen efter släktet finns samlade på Sedgwick Museum i Cambridge och Natural History Museum i London. De första fossilen som påträffats efter Polacanthus hittades i Isle of Wight av William Fox år 1865. Det var ett inkomplett skelett som saknade huvud, hals, pansar och framben saknades. Två andra skelett har blivit funna sedan dess. Det andra exemplaret hittades och grävdes ut av Dr William T. Blows 1979. Fossil funna 1985 beskrevs 1999 som en ny art, P. rudgwickensis.

## Utseende

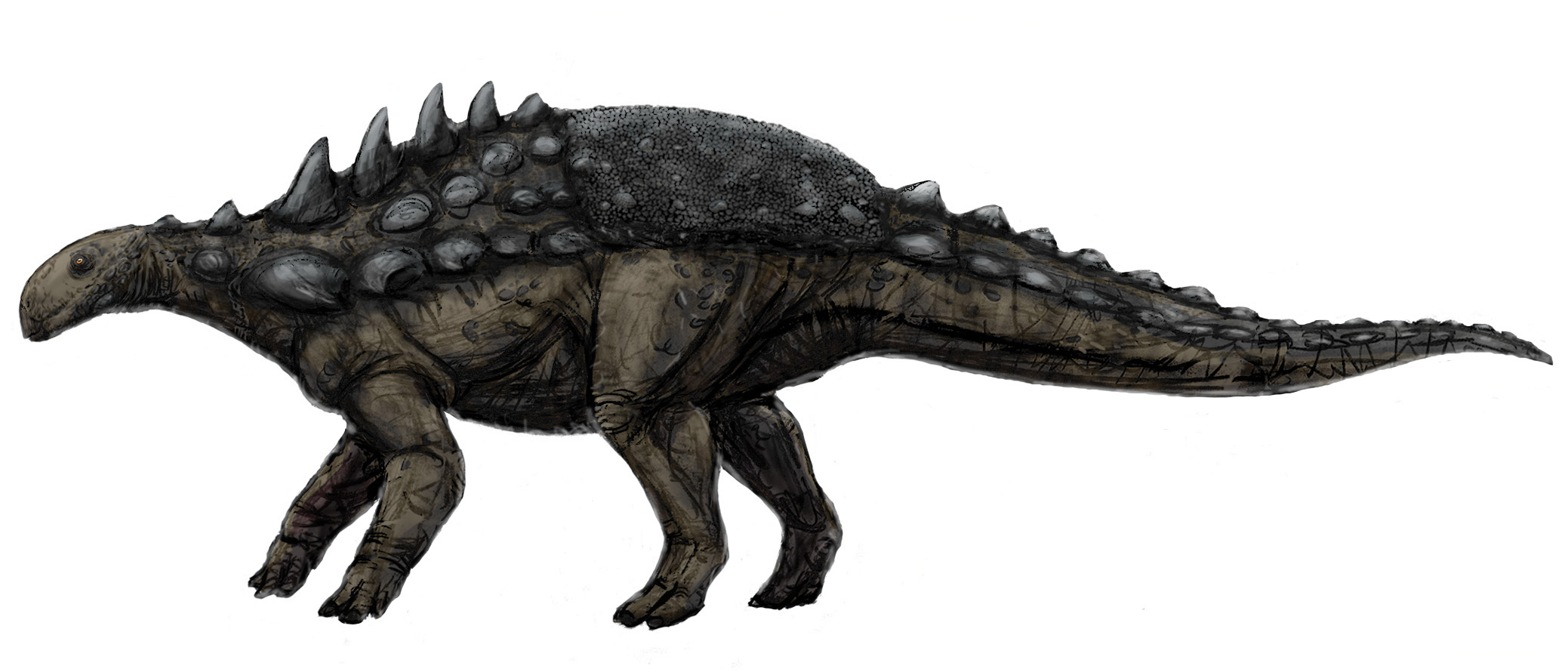
Rekonstruktion av Polacanthus, baserat på dess släkting Gastonia.

Eftersom man inte har hittat så mycket lämningar från Polacanthus är det svårt att veta hur den såg ut. Liksom andra ankylosaurier var det troligtvis ett tungt djur som gick på alla fyra och rörde sig i långsam takt. Dess rygg var beklädd med benplattor och stora taggar, vilket säkerligen skyddade den mot fiender. Man tror att den kan ha blivit omkring 4-5 meter lång.

### Pansar

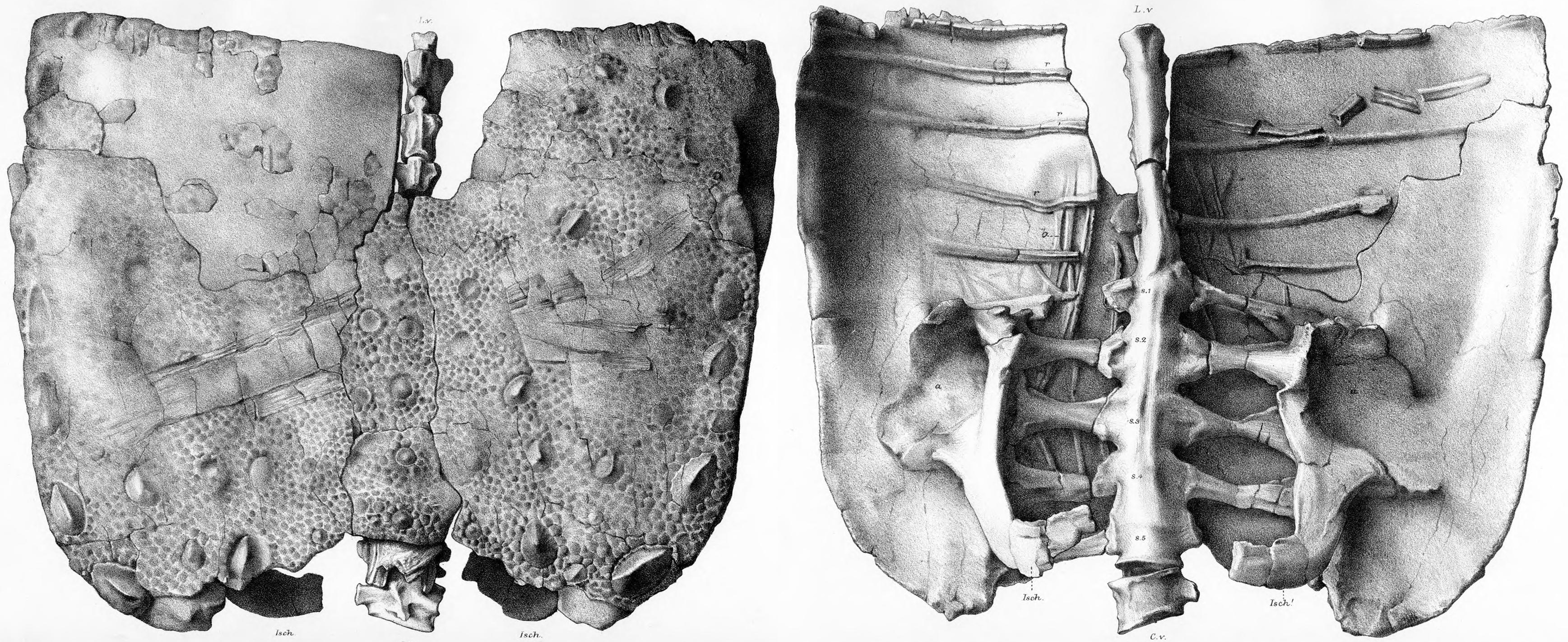
Bäckenplatta av ben.

Polacanthus saknade troligtvis den benklubba på svansen som påträffas hos dess släktingar i underfamiljen Ankylosaurinae. Liksom andra Polacanthiner hade den dock stora piggar på ryggen, och över bäckenet hade den en stor, solid platta som kan ha skyddat mot angrepp.

## Taxonomi
Polacanthus tillhörde de fågelhöftade dinosaurierna (Ornithischia), och var en typisk Ankylosaurie, en grupp som ersatte Stegosaurierna då dessa blev mer sällsynta under Kritaperioden. Polacanthus troddes först vara en Nodosaurid, men senare studier har klassat den som en primitiv medlem i familjen Ankylosauridae, och nära släkt med bland annat Gastonia, Cedarpelta och Shamosaurus.

### Arter
Hittills har man beskrivit två arter av Polacanthus, typarten P. foxii (beskriven av Richard Owen 1865) och P. rudgwickensis, beskriven av William T. Blows 1996. De särskiljs från varandra genom att P. rudgwickensis tros ha varit större, och båda arterna har vissa olikheter i ryggkotorna.